# Циганенко Юрій Юхимович
Юрій Юхимович Циганенко (1902, Полтавська губернія — 1938, Одеса) — український радянський освітянин, літературознавець

## Біографія
Ю. Ю. Циганенко народився  у 1902 році в Полтавській губернії.
У 1931—1932 роках очолював мовно-літературний відділ, а у 1932—1933 роках був деканом шкільного, а потім соціально-економічного факультетів Полтавського інституту соціального виховання.
В 1934—1935 роках виконував обов'язки декана мовно-літературного факультету, до кінця вересня 1935 року очолював кафедру літературознавства Полтавського педагогічного інституту.
З 1 жовтня 1935 року до 29 жовтня 1937 року працював в Одеському державному педагогічному інституті. Обіймав посаду професора, завідував кафедрою української літератури.
 Був репресований. Пішов з життя  10 січня 1938 року.

## Праці
- З літературних взаємин М. Драгоманова в 80-х рр. ХІХ ст. / Ю. Циганенко// Літературний архів: Двомісячник  літературознавства. – Кн. IІІ - VІ. – Харків: Література і мистецтво, 1930.  –  С. 270 - 285.
- Буржуазні прояви й тенденції в українській пожовтневій літературі (закінчення)/ Ю. Циганенко// Літературний архів: Двомісячник літературознавства. – Кн. IV - V. – Харків: Література і мистецтво, 1931. –  С. 3 - 26.